# EGS-zs8-1
EGS-zs8-1はうしかい座の方向にある高赤方偏移を示すライマンブレーク銀河である。2015年5月、この銀河は当時知られていた中で最も高い分光学的な赤方偏移の値を示し、最遠の銀河と報告された。この記録は同年7月に発見されたEGSY8p7に破られた。

## 概要
EGS-zs8-1の赤方偏移の値はおよそz=7.730であり、地球からの見かけの距離（光の移動距離）は130億4000万光年である。宇宙の膨張も考慮に入れたこの銀河の地球からの実際の距離は295億光年とされている。この銀河には活発な星の生成が見られ、若く青い恒星からの放射で紫外域の121.567nmとライマンα線付近にピークを持つことから、ライマンブレーク銀河に分類されている。なお、宇宙の膨張による赤方偏移の影響を受けて、この銀河からの光は赤外線領域までシフトしている。EGS-zs8-1はビッグバンの6億7000万年後、宇宙の再電離の時代に生まれた。この銀河は、まだ宇宙が若かった当時にしては他の銀河に比べて大きな銀河であったことが分かっており、その質量は現在の銀河系の15%程度であると推定されている。また、観測当時この銀河は現在の銀河系の80倍の早さで新しい恒星を生みだしていたことが分かっている。

## 発見
2013年、EGS-zs8-1はイェール大学の研究でハッブル宇宙望遠鏡による画像の中から発見され、後にスピッツァー宇宙望遠鏡の観測でこの天体の存在が確認された。赤方偏移の値はハワイのW・M・ケック天文台の観測装置を用いて割り出された。2015年5月にこの銀河の発見が公表され、当時の銀河の最遠記録を上回っていることが報告された。